# Giuse Nguyễn Văn Lựu
Giuse Nguyễn Văn Lựu là trùm họ đạo Mặc Bắc (nay thuộc Giáo phận Vĩnh Long), tử vì đạo dưới triều vua Tự Đức, được Giáo hội Công giáo Rôma phong Hiển Thánh vào năm 1988.
Ông sinh năm 1790 tại họ Cái Nhum, huyện Chợ Lách, tỉnh Vĩnh Long (nay thuộc xã Long Thới, huyện Chợ Lách, tỉnh Bến Tre), sau định cư tại họ Mặc Bắc. Ông được tín nhiệm bầu làm trùm nhất họ đạo, thường hòa giải các cãi vã, tranh chấp trong làng hay họ đạo, giúp các linh mục, thừa sai tránh bị bắt bớ. Tháng Ba năm 1851, vua Tự Đức cấm đạo khắc nghiệt hơn. Lúc này, linh mục Philipphê Phan Văn Minh chuyển về thay thế linh mục Phêrô Nguyễn Văn Lựu. Đêm 26 tháng 2 năm 1853, quan quân vây nhà ông trùm Lựu. Hai ông bà bị tra tấn nhưng vẫn không khai ra nơi các linh mục đang ẩn nấp. Chứng kiến sự việc, linh mục Philipphê Minh ra trình diện nên ông trùm Lựu và mọi người trong nhà đều bị giải về tỉnh Vĩnh Long. Ông qua đời trong tù đêm 02 tháng 5 năm 1854, an táng trong nền nhà thờ của họ Mặc Bắc.